# Albion Online
Albion Online est un jeu vidéo de rôle en ligne multijoueur édité, développé, conçu et distribué par Sandbox Interactive, sorti sur Linux, macOS, Windows, Android, iOS le 17 juillet 2017.
Le jeu est principalement basé sur un intérêt communautaire. Albion Online propose notamment des combats joueur contre l'environnement et joueur contre joueur, des ressources diverses à récolter, transformer (système de crafting) ainsi que des donjons dans lesquels il faut progresser le plus loin possible pour obtenir un maximum de ressources et de points d'expériences.

## Système de jeu
Le jeu, contrairement à la majorité des RPG, ne comporte pas de quêtes, hormis quelques-unes faisant office de didacticiel. L'objectif est de développer le personnage en effectuant certaines actions faisant gagner de la renommée (équivalent à l'xp typique des jeux du genre) qui sert à débloquer de nouveaux paliers dans « l'arbre de renommée ». Ces actions sont de plusieurs types :
- Récolter des ressources dans les biomes (bois, minerai, cuir, pierre, étoffes), lors de la pêche ou via l'agriculture sur son île personnelle
- Transformer les ressources en les raffinant, ou en fabriquant des objets (équipement, mobilier, consommables...)
- Combattre, soit les créatures hostiles peuplant les biomes et donjons, soit les joueurs

Les ressources sont dispatchées à travers la carte dans cinq principaux biomes, avec des zones de niveaux différents (1-8) et avec leurs ressources particulières (pierre, minerai et bois pour le biome Highlands par exemple), et une ville capitale permettant d'accéder à divers services comme le marché, l'accès à la banque ou le voyage vers d'autres villes. Il y a 5 villes : Martlock (biome des plaines), Bridgewatch (biome du sable), Fort Sterling (biome de la neige), Lymhurst (biome de la foret), Thetford (Biome du marais) et enfin Caerleon qui est au centre de la carte.
Il est possible de rejoindre une guilde, ou d'acheter une île personnelle à faire évoluer
Une différence notable avec les autres MMORPG est l'absence de classe/race à proprement parler ; la spécialisation se fait (ou non) par l'intermédiaire du choix d'équipement, qui déterminera les capacités et avantages en combat (ou récolte de ressources).
Le marché, permettant la vente et l'achat d'objets, est entièrement contrôle par les joueurs.

## Développement
La première bêta-test d'Albion Online, privée, débute le 9 décembre 2013 avant d'être ouverte le 23 novembre 2015.
Albion Online sort le 17 juillet 2017 sur PC, Mac et Linux, puis le 16 mai 2018 sur la plateforme Steam. La sortie Steam, accompagnée d'une approfondissement du système joueur contre joueur, a en partie pour but de regagner en nombre de joueurs, celui-ci ayant baissé progressivement depuis l'année précédente.
Le 10 avril 2019, le jeu devient free-to-play avec la possibilité d'acheter du temps de jeu « premium » octroyant divers bonus.
Déjà pensé comme un jeu cross-plateforme lors de sa production, Albion Online est porté sur mobile le 9 juin 2021, sur iOS et Android. Les serveurs distribués restent identiques à ceux disponibles sur ordinateur et un même personnage peut être joué depuis les différentes plateformes.
Le 7 juillet 2021, une partie de la communauté se plaint fortement aux développeurs pour qu'ils mettent à jour les graphismes comparable aux jeux du début des années 2000.
Le 24 novembre 2021, la mise à jour Éveil des Landes est publiée, répondant en partie a la plainte des joueurs du 7 juillet 2021 concernant les graphismes du jeu. En effet, la mise à jour comporte une refonte totale des graphismes du jeu, mais aussi de l'agencement du monde dans lequel le joueur évolue, le monde est maintenant plus vivant. Cette mise a jour rajoute aussi une nouvelle catégorie d'armes, des objectifs a conquérir pour les joueurs, une révision totale de la progression du joueur, et des ajouts au système de repaire.